# Elitloppet 2013
Elitloppet 2013 var den 62:a upplagan av Elitloppet, som gick av stapeln söndagen den 26 maj 2013 på Solvalla i Stockholm. Finalen vanns av den svenska hästen Nahar, körd och tränad av Robert Bergh. Detta var Berghs första och hittills enda seger i Elitloppet i karriären.
Upplagan är särskilt ihågkommen för bland annat de tuffa väderförhållandena som var med regntung bana, blåst och hagel. Detta har i travkretsar kommit att kallas "Nahar-väder", ett begrepp som kommer av Nahars prestation i Elitloppet 2013.

## Upplägg och genomförande
Elitloppet är ett inbjudningslopp och varje år bjuds 16 hästar som utmärkt sig in till Elitloppet. Hästarna lottas in i två kvalheat, och de fyra bästa i varje försök går vidare till finalen som sker 2–3 timmar senare samma dag. Ju bättre placering i kvalheatet, desto tidigare får hästens tränare välja startspår inför finalen. Samtliga tre lopp travas sedan 1965 över sprinterdistansen 1 609 meter (engelska milen) med autostart (bilstart). Förstapris i finalen är 3 miljoner kronor, och 250 000 kronor i respektive kvalheat.

## Kvalheat 1
| P   | S | Häst            | Kusk              | Tränare           | Land      | Odds  | Tid    |
| --- | - | --------------- | ----------------- | ----------------- | --------- | ----- | ------ |
| 1   | 1 | Nesta Effe      | Roberto Vecchione | Holger Ehlert     | Italien   | 6,52  | 1.10,7 |
| 2   | 5 | Raja Mirchi     | Lutfi Kolgjini    | Lutfi Kolgjini    | Sverige   | 9,10  | 1.10,8 |
| 3   | 3 | Timoko          | Joseph Verbeeck   | Richard Westerink | Frankrike | 2,40  | 1.10,8 |
| 4   | 4 | Formula One     | Björn Goop        | Reijo Liljendahl  | Finland   | 2,90  | 1.10,9 |
| 0   | 6 | Shaq Is Back    | Daniel Redén      | Daniel Redén      | Sverige   | 13,30 | 1.10,9 |
| 0   | 2 | Take My Picture | Jody Jamieson     | Nik Drennan       | Kanada    | 10,00 | 1.11,9 |
| 0   | 8 | Friction        | Stefan Melander   | Stefan Melander   | Sverige   | 16,00 | 1.12,0 |
| str | 7 | Maharajah       | Örjan Kihlström   | Stefan Hultman    | Sverige   | -     | -      |

## Kvalheat 2
| P | S | Häst            | Kusk                | Tränare           | Land    | Odds  | Tid    |
| - | - | --------------- | ------------------- | ----------------- | ------- | ----- | ------ |
| 1 | 3 | Sebastian K.    | Åke Svanstedt       | Åke Svanstedt     | Sverige | 1,66  | 1.11,2 |
| 2 | 6 | Nahar           | Robert Bergh        | Robert Bergh      | Sverige | 8,10  | 1.11,2 |
| 3 | 4 | Brad de Veluwe  | Tuomas Korvenoja    | Tuomas Korvenoja  | Finland | 5,20  | 1.11,5 |
| 4 | 1 | Arch Madness    | Trond Smedshammer   | Trond Smedshammer | USA     | 8,30  | 1.11,5 |
| 0 | 5 | Mack Grace S.M. | Roberto Andreghetti | Lucio Colletti    | Italien | 26,40 | 1.11,6 |
| 0 | 2 | Commander Crowe | Matthieu Abrivard   | Fabrice Souloy    | Sverige | 11,30 | 1.11,7 |
| 0 | 7 | Panne de Moteur | Örjan Kihlström     | Stefan Hultman    | Sverige | 16,60 | 1.11,8 |
| 0 | 8 | Amaru Boko      | Jorma Kontio        | Timo Nurmos       | Sverige | 32,80 | 1.11,9 |

## Finalheat
| P | S | Häst           | Kusk              | Tränare           | Land      | Odds  | Tid    |
| - | - | -------------- | ----------------- | ----------------- | --------- | ----- | ------ |
| 1 | 4 | Nahar          | Robert Bergh      | Robert Bergh      | Sverige   | 5,48  | 1.10,1 |
| 2 | 7 | Arch Madness   | Trond Smedshammer | Trond Smedshammer | USA       | 37,40 | 1.10,4 |
| 3 | 6 | Timoko         | Joseph Verbeeck   | Richard Westerink | Frankrike | 12,80 | 1.10,4 |
| 4 | 5 | Brad de Veluwe | Tuomas Korvenoja  | Tuomas Korvenoja  | Finland   | 15,70 | 1.10,5 |
| 5 | 3 | Raja Mirchi    | Lutfi Kolgjini    | Lutfi Kolgjini    | Sverige   | 5,60  | 1.10,5 |
| 0 | 8 | Formula One    | Björn Goop        | Reijo Liljendahl  | Finland   | 13,40 | 1.10,7 |
| 0 | 1 | Nesta Effe     | Roberto Vecchione | Holger Ehlert     | Italien   | 6,80  | 1.11,0 |
| 0 | 2 | Sebastian K.   | Åke Svanstedt     | Åke Svanstedt     | Sverige   | 1,90  | 1.11,3 |